# Трнова (Оштра Лука)
Трнова је насељено мјесто у општини Оштра Лука, Република Српска, БиХ. Према попису становништва из 1991. у насељу је живјело 978 становника.

## Становништво
| Демографија | Демографија | Демографија |
| Година      | Становника  | Становника  |
| ----------- | ----------- | ----------- |
| 1948.       | 1.058       |             |
| 1953.       | 1.075       |             |
| 1961.       | 1.188       |             |
| 1971.       | 1.182       |             |
| 1981.       | 1.026       |             |
| 1991.       | 978         |             |